# Булик, Томаш
Томаш Булик (словац. Tomáš Bulík; род. 27 августа 1985 года, Прешов, Чехословакия) — бывший словацкий хоккеист, центральный нападающий.

## Карьера
Выступал за ХК «Требишов», ХК «Кошице», МХК «Мартин», ХК «Прешов», МсХК «Жилина», ХК «Липтовски Микулаш», ХК «Банска Быстрица», «Югра» (Ханты-Мансийск), «Слован» (Братислава), «Били Тигржи» (Либерец), «Энергия» (Карловы Вары), «Маунтфилд» (Градец-Кралове), «Стадион» (Литомержице), «Дукла» (Тренчин).
В Словацкой экстралиге провел 524 матча, набрал 263 очка (111 голов + 152 передачи), в Чешской экстралиге — 171 матч, 61 очко (29+32), в Континентальной хоккейной лиге — 7 матчей.
В составе сборной Словакии провел 31 матч, набрал 9 очков (1 гол + 8 передач), участник чемпионата мира 2010 (6 матчей). В составе молодежной сборной Словакии участник чемпионатов мира 2004 и 2005 (12 матчей, 2+6). В составе юниорской сборной Словакии участник чемпионата мира 2003 (7 матчей, 2+2).

## Достижения
- Чемпион Словакии (2012)
- Серебряный призёр чемпионата мира среди юниоров (2003)